# Xavier Azuara Zúñiga
Xavier Azuara Zúñiga (Tanquián de Escobedo, San Luis Potosí; 16 de septiembre de 1979) es un político mexicano, miembro del Partido Acción Nacional (PAN). Fue Diputado Federal en la LXII Legislatura, y actualmente es de nuevo Diputado Federal por la vía plurinominal en la LXV Legislatura. 

## Biografía
Xavier Azuara es contador público egresado de la Universidad Autónoma de San Luis Potosí. Es miembro del PAN, partido en el que se ha desempeñado como director de Acción Gubernamental, consejero estatal, secretario de relaciones públicas y presidente estatal en 2015.
Fue director del Instituto Potosino de la Juventud entre 2003 y 2009, durante el gobierno de Marcelo de los Santos, ese año fue elegido diputado al Congreso de San Luis Potosí, permaneciendo en el cargo hasta 2012. En 2012 fue postulado y electo diputado federal a la LXII Legislatura en representación del Distrito 5 del estado, siendo además secretario de la mesa directiva.
En las elecciones de 2015 fue candidato del PAN a presidente municipal de San Luis Potosí, resultando derrotado por su oponente del PRD, Ricardo Gallardo Juárez.
En 2018 fue elegido por segunda ocasión diputado federal, en esta ocasión por la vía de la representación proporcional, a la LXIV Legislatura que culminará en 2021. En la LXIV Legislatura se desempeña como secretario de las comisiones de Presupuesto y Cuenta Pública, y de Recursos Hidráulicos, Agua Potable y Saneamiento; además de integrante de la de Vivienda.